# Leo Morandi
Leo Morandi (Sassuolo, 14 settembre 1923 – Casinalbo, 2 maggio 2009) è stato un imprenditore e inventore italiano.

## Gli inizi con Marazzi
Di famiglia numerosa, Morandi iniziò presto a lavorare, ottenendo un impiego presso le officine meccaniche Ballarini.
Dopo la Seconda guerra mondiale Morandi trovò lavoro al ceramificio Marazzi. Gli anni quaranta furono un periodo di grande crescita per il settore della vetroceramica, e Sassuolo era il centro di un fiorente distretto produttivo che raccoglieva alcune tra le più grandi, antiche e prestigiose industrie del settore.
Qui Morandi, con il benestare di Filippo Marazzi si applicò nella ricerca di soluzioni semplici per risolvere problemi del processo produttivo: il 1º dicembre 1945 depositò il brevetto n. 424701 per un Dispositivo per raschiare automaticamente lo smalto dai bordi delle piastrelle per rivestimento.
Questa raschiatrice automatica semplificava il lavoro di pulizia dello smalto in eccesso dai bordi delle piastrelle, un lavoro precedentemente fatto manualmente con lame e soggetto ad un alto numero di difetti su una produzione industriale.
In seguito Marazzi mise a disposizione di Morandi un laboratorio di ricerca all'interno dello stabilimento di Sassuolo, dove l'inventore sviluppò un sistema per il controllo dei difetti di produzione tramite un sistema elettrico.
Il biscotto ceramico veniva fatto passare attraverso due punte metalliche, su cui si trovava una forte differenza di potenziale; dove la superficie ceramica era irregolare si formava un abbassamento della resistenza elettrica e l'effetto isolante era compromesso, per cui si formava un passaggio di corrente che permetteva un agevole rilevamento delle fessurazioni del materiale.

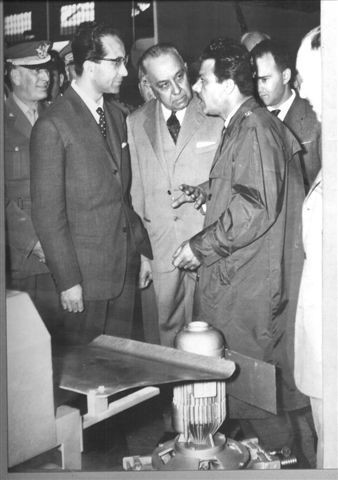

## L'attività artigiana
Nel 1954 Marazzi e Morandi sottoscrissero una convenzione privata, che dava all'industriale un diritto di prelazione sulle invenzioni del tecnico, consentendogli di acquistarle ad un prezzo convenuto in cambio del finanziamento delle ricerche.
Il sistema elettrico di controllo dell'integrità venne brevettato da Morandi il 27 aprile 1954, col nome di Dispositivo per la rilevazione ed eliminazione automatica di piastrelle da rivestimento difettose. Due mesi dopo i diritti vennero ceduti a Marazzi come da accordi.
L'invenzione fruttò un buon guadagno, che Morandi reinvestì aprendo una propria officina, la Officina Morandi Leo Sassuolo, installata nel proprio garage di viale 28 settembre a Sassuolo.
Lì lavorò allo sviluppo di nuove applicazioni per il settore meccano-ceramico, in particolare legate all'automazione dei processi produttivi. In seguito l'officina si trasferì in una struttura industriale in viale Ghiberti, e di nuovo in una sede in via Circonvallazione N/E.

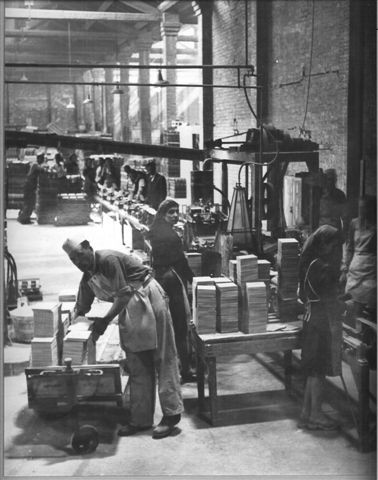
1945 Morandi's glazing line
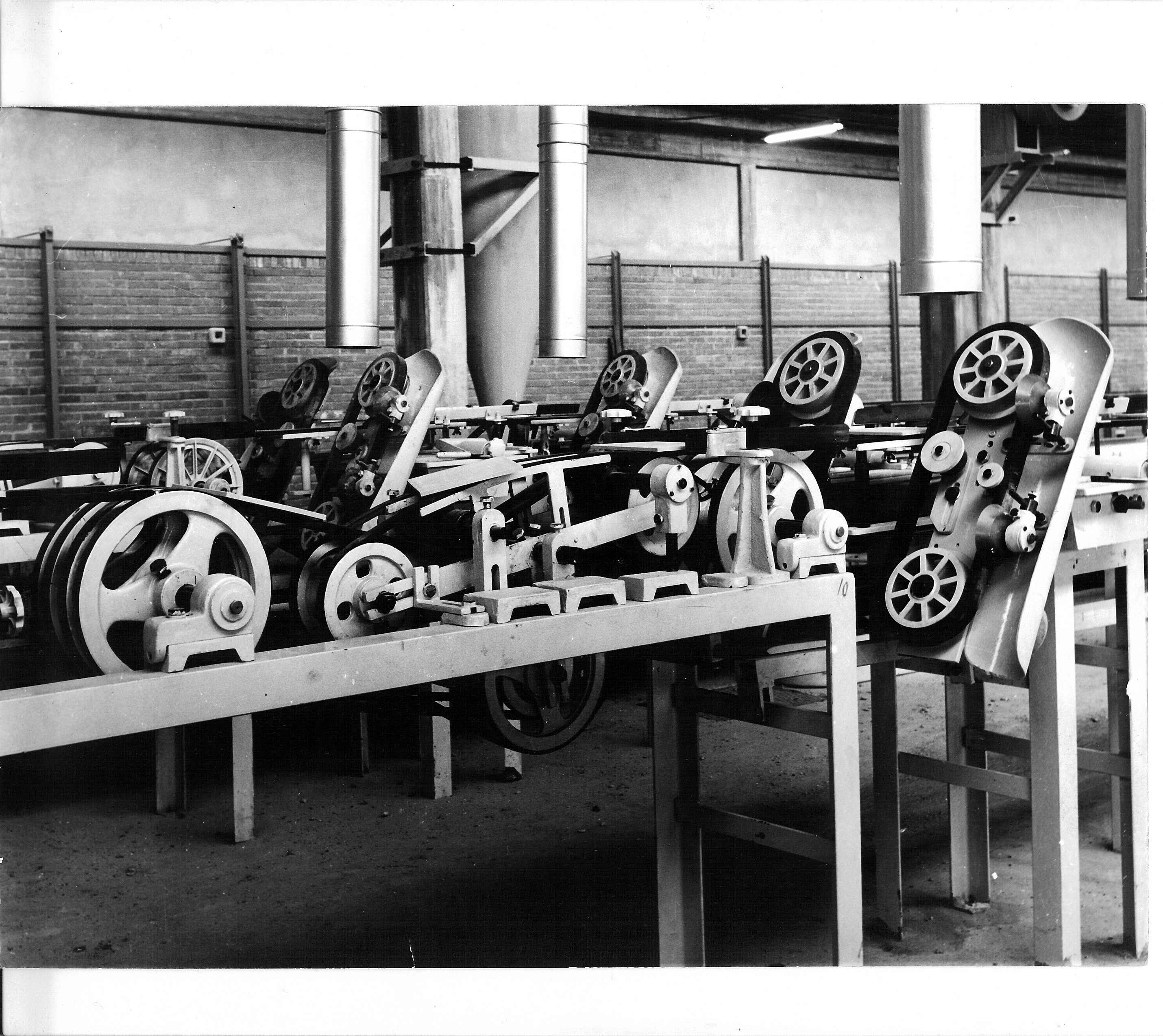
Licence n.598125
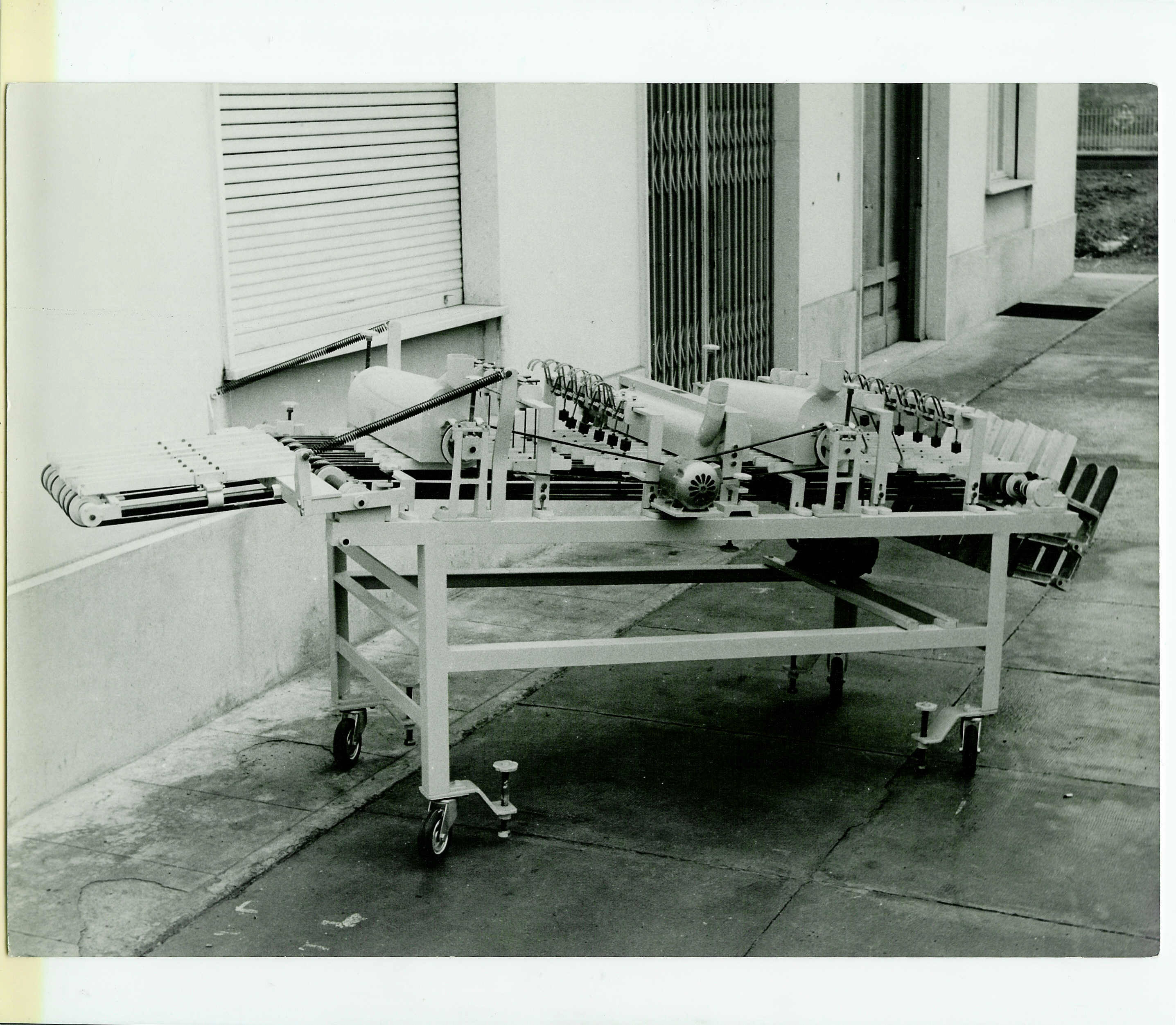
Morandi's out press device
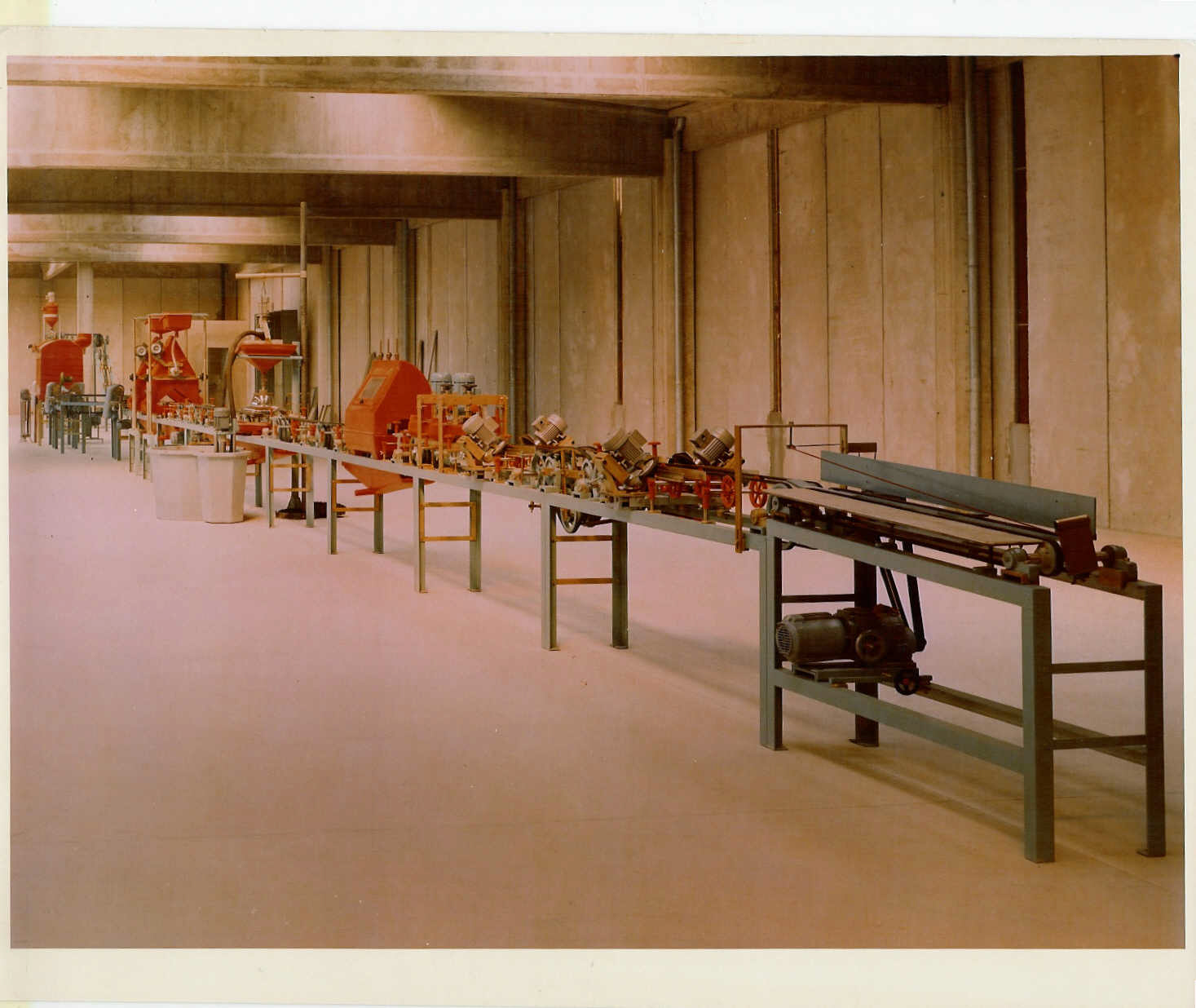
Morandi's 1970 glazing line

## Le innovazioni
In una decina d'anni le applicazioni sviluppate dall'officina di Morandi arrivarono a permettere l'automatizzazione completa dei processi di smaltatura e decorazione delle piastrelle, integrando tutti i processi produttivi con delle linee di trasporto a velocità variabile. Questi prodotti si diffusero dapprima sul territorio italiano, per poi raggiungere il distretto produttivo spagnolo di Castellon della Plana e altre importanti aree europee specializzate nelle lavorazioni ceramiche.

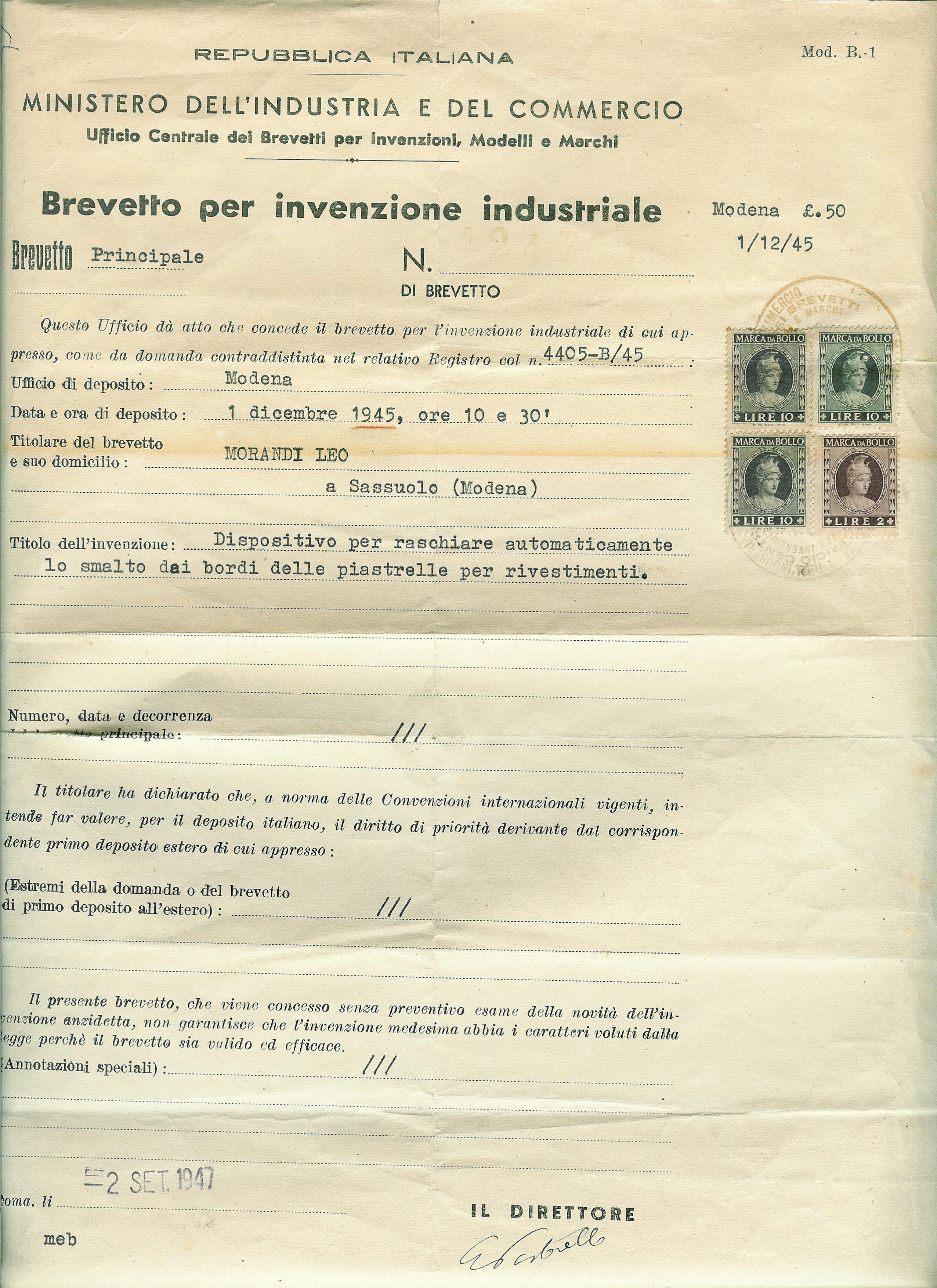
Licence n.424701
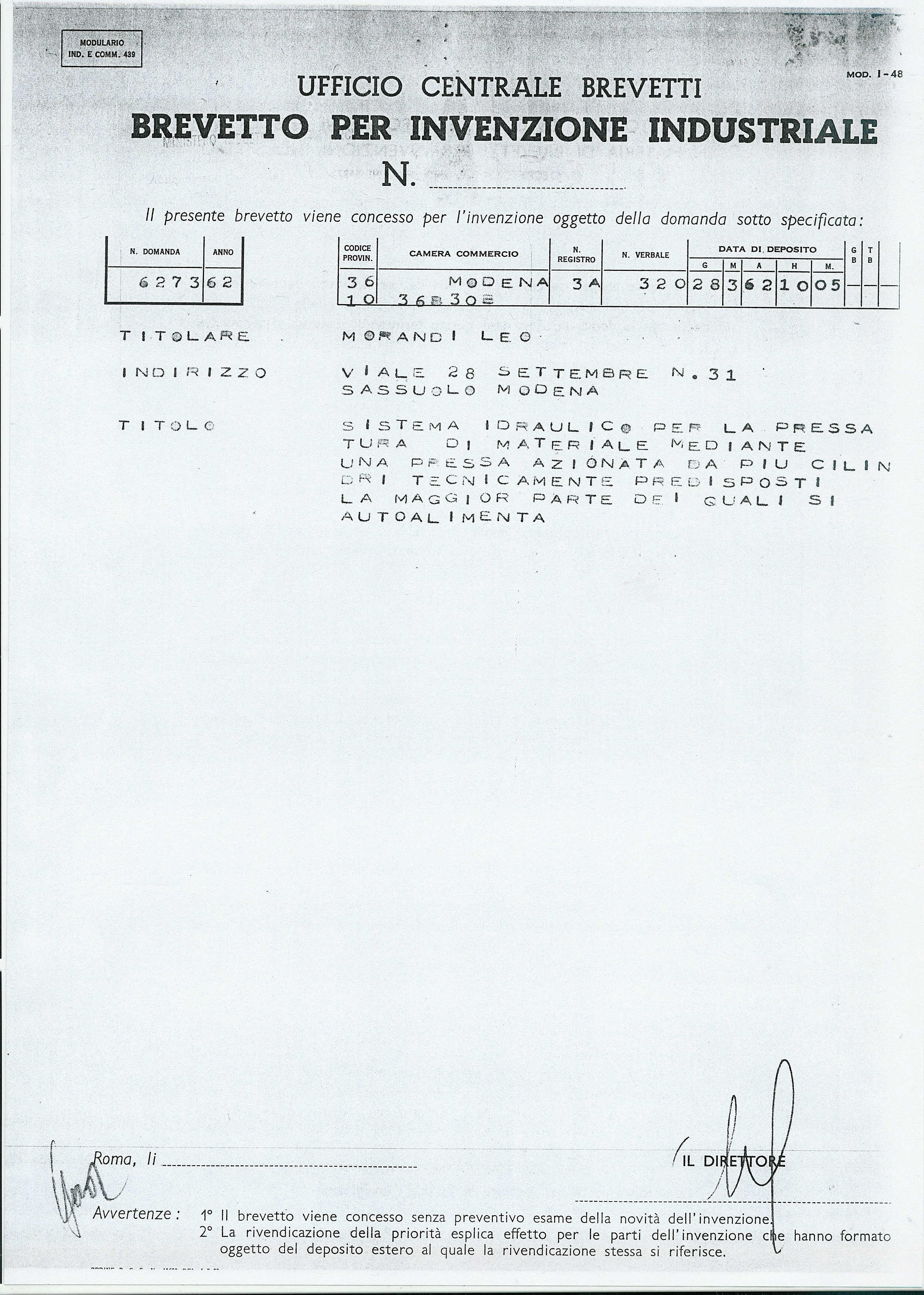
Licence n.685219
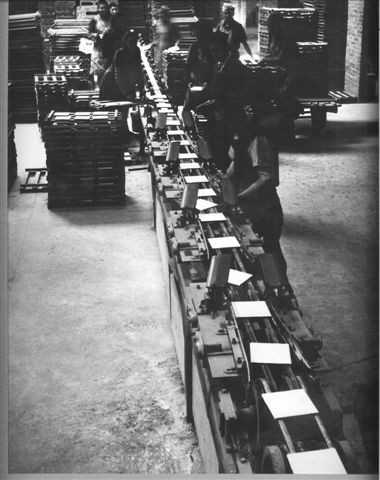
Licence n.424701
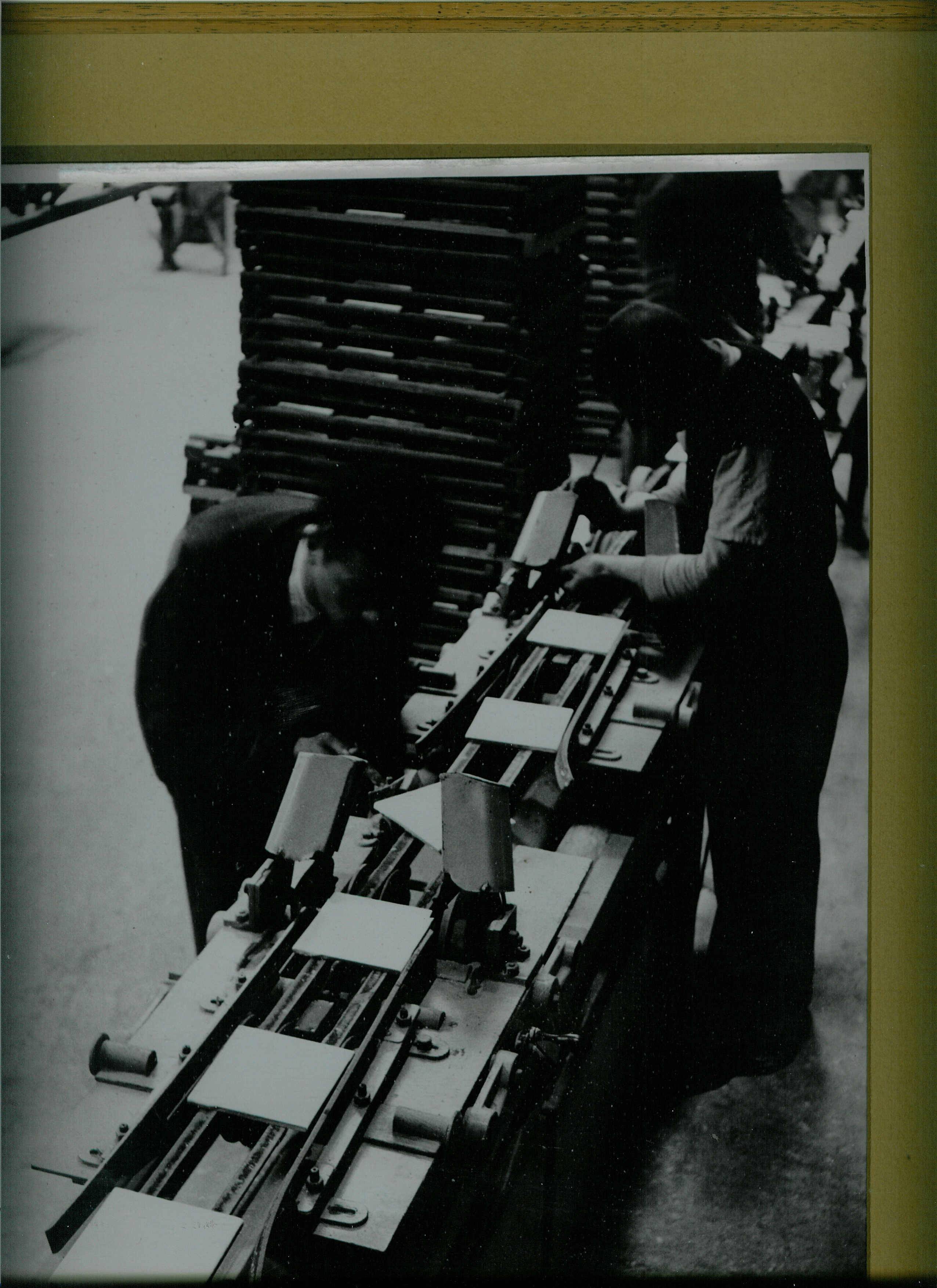
Licence n.424701

Tra i prodotti brevettati in questo periodo si possono citare		
- 14 giugno 1958, brevetto n.592220, Sistema per la legatura con fili di ferro di piastrelle greificate o altri materiali aventi forme geometriche simili o quasi

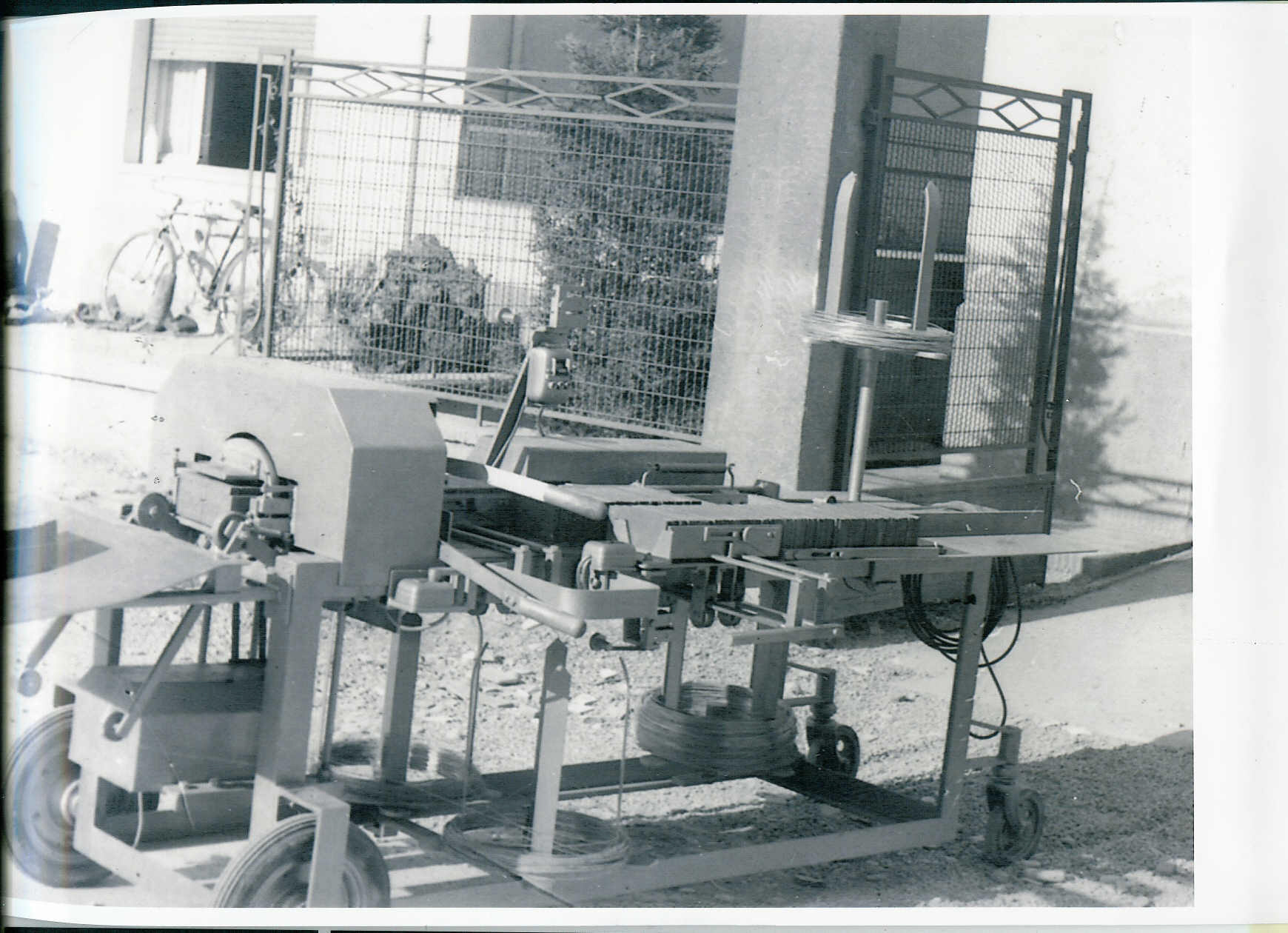
fastening device
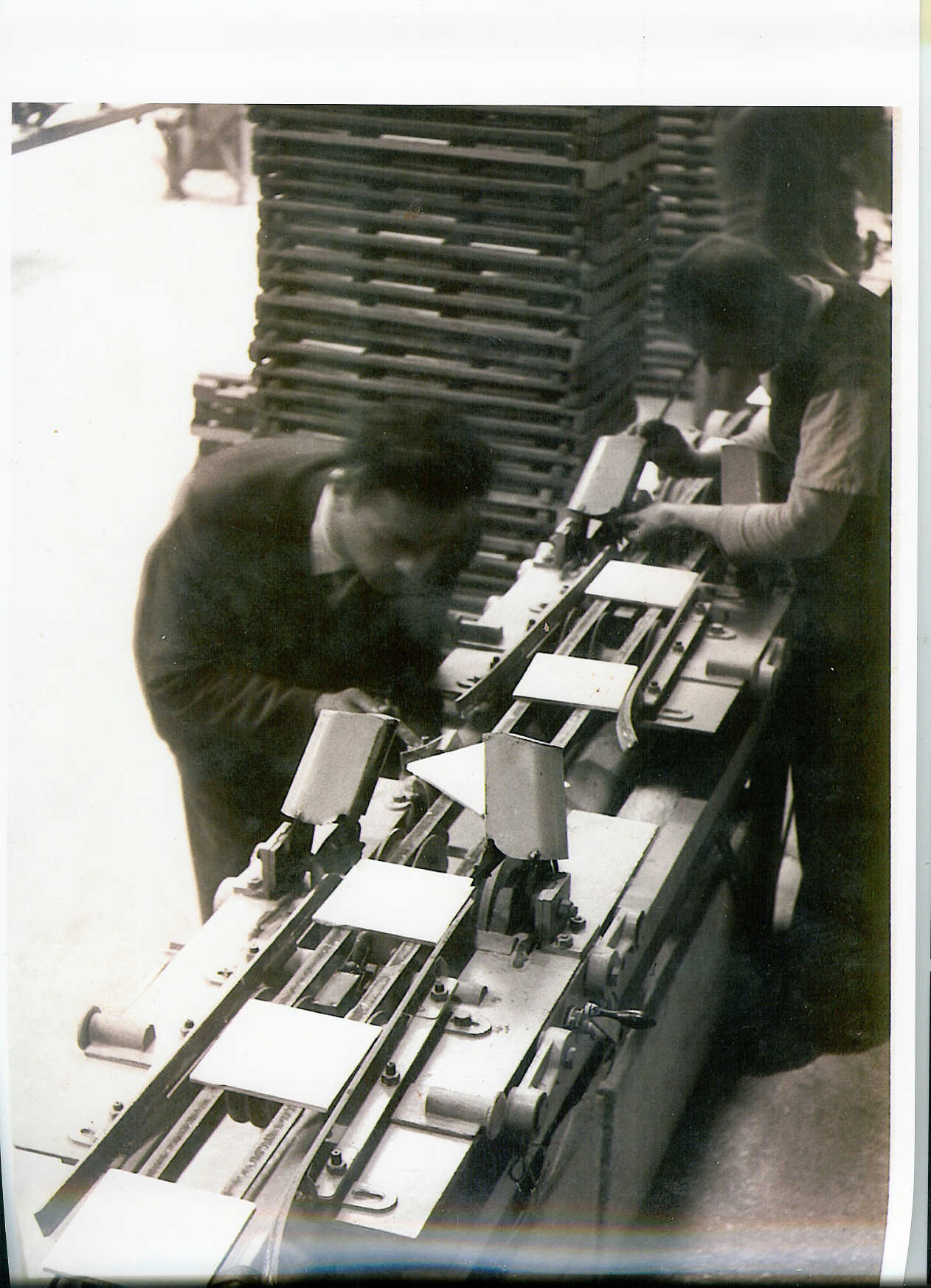
Leo Morandi near the device to abrade the edges of the tiles(1945)
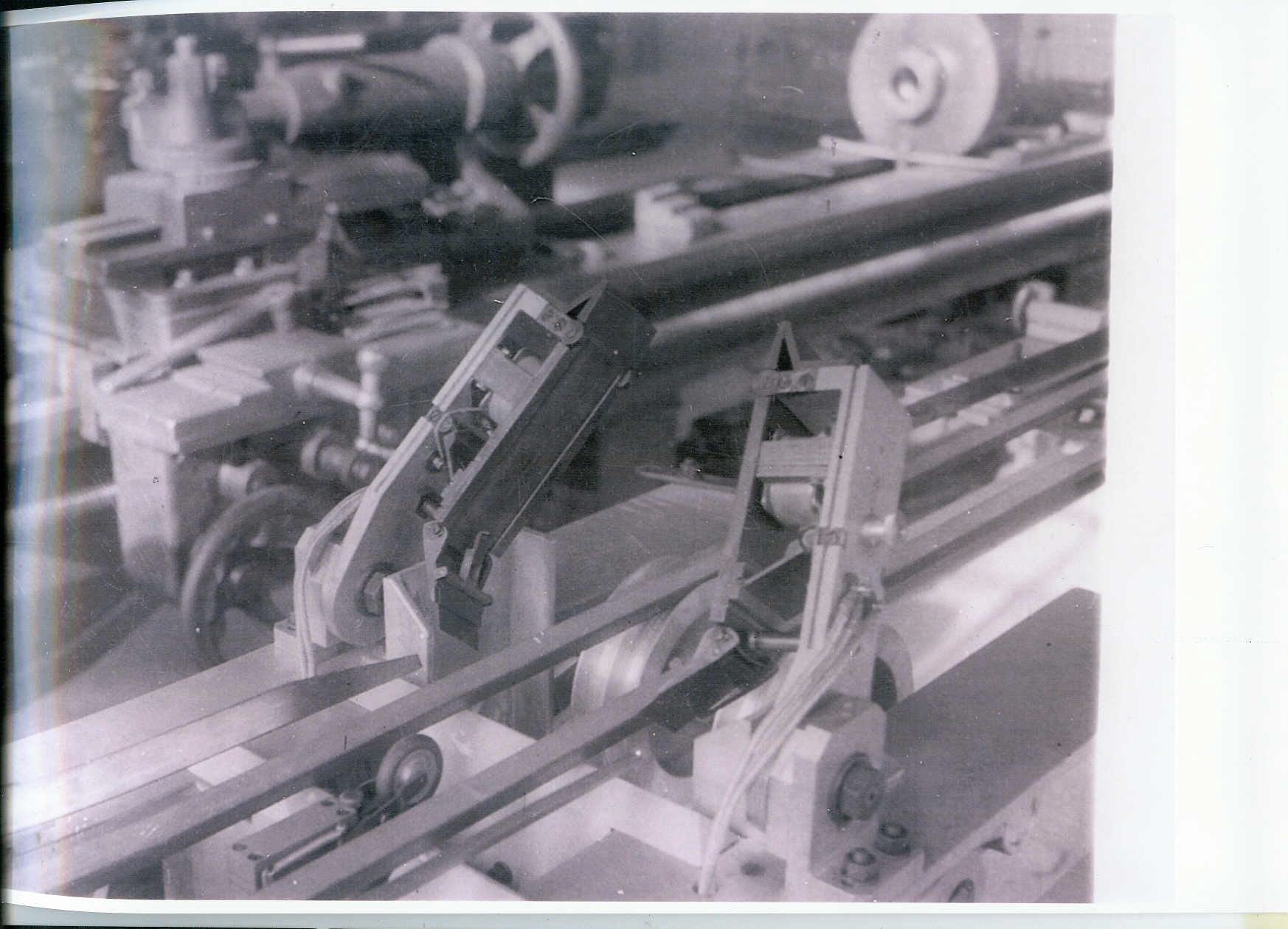
Morandi's device to abrade the edges of the tiles in his factory(1945)
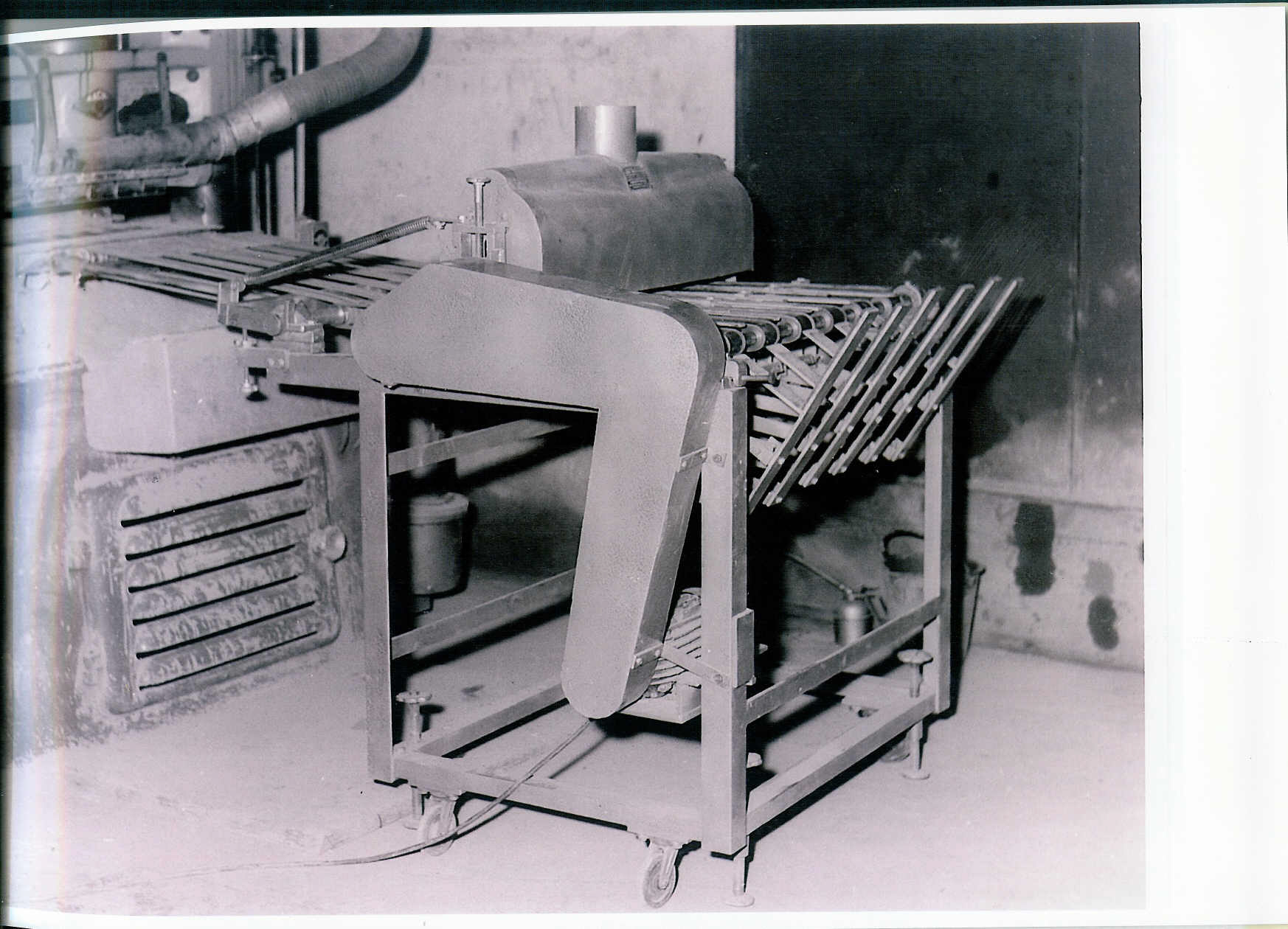
Morandi's Automatic machine for collecting into a pile ceramic tiles from the pressed one

- 1º agosto 1958, brevetto n.598125, Macchina per levare automaticamente dalle piastrelle di ceramica lo smalto colato sui bordi durante la smaltatura a umido e brevetto n.593124 Dispositivo per spazzolare piastrelle di ceramica contemporaneamente di sopra e di sotto con un passaggio solo
- 2 agosto 1958, brevetto n.593126	Macchina automatica per levare dalle piastrelle di ceramica non ancora smaltate le sbavature lasciate dagli stampi sugli spigoli e brevetto n.593127 Pompa per liquidi densi in modo particolare per smalto vetroso in sospensione acquosa per l'industria ceramica in genere
- 25 settembre 1958, brevetto n.595789, Macchina per recuperare lo smalto vetroso delle piastrelle che risultano difettose dopo la smaltatura a umido
- 6 aprile 1959, brevetto n.606642, Procedimento per fabbricare le piastrelle smaltate a spigolo smussato dette normalmente a becco di civetta
- 7 aprile 1960, brevetto n.629034, Macchina automatica per impilare piastrelle ceramiche umide all'uscita dalla pressa
- 7 aprile 1961, brevetto n.646867, Trasportatore per piastrelle ceramiche e brevetto n.646866 Dispositivo per girare le piastrelle ceramiche sui trasportatori
- 15 aprile 1961, brevetto n.647228, Macchina per dividere le piastrelle ceramiche secondo il loro spessore.

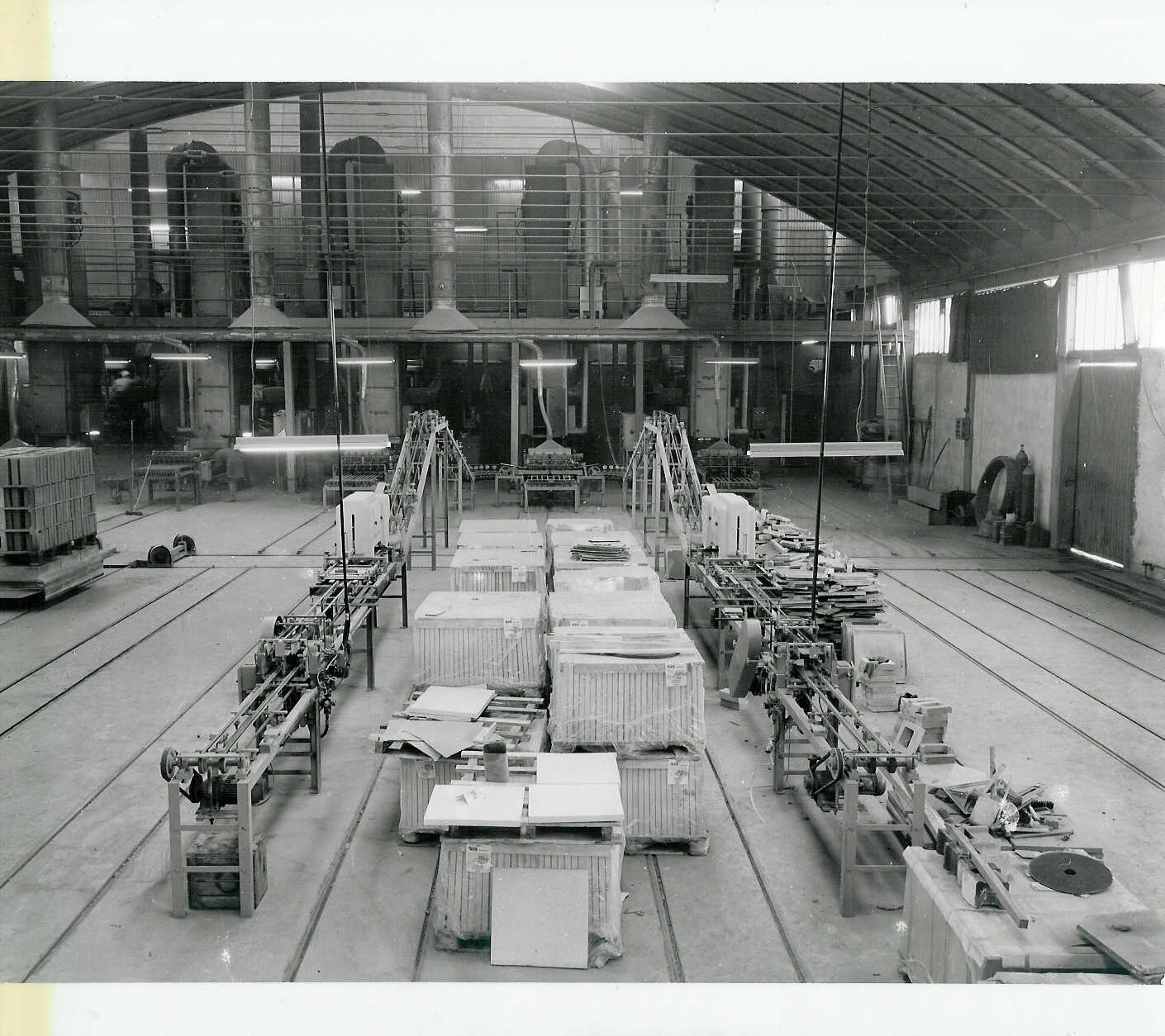
Morandi's lines "60"
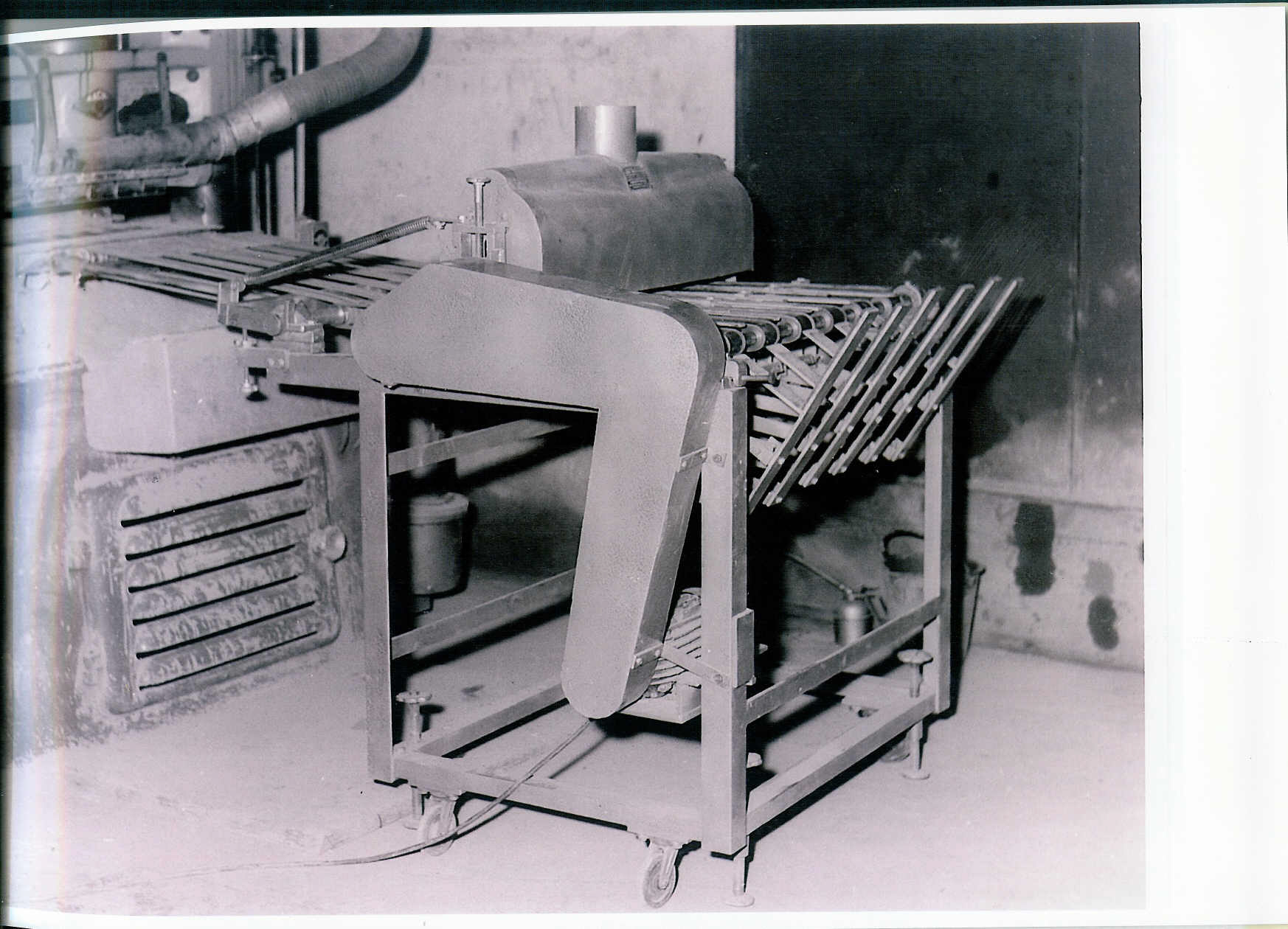
Morandi's Automatic machine for collecting into a pile ceramic tiles from the pressed one
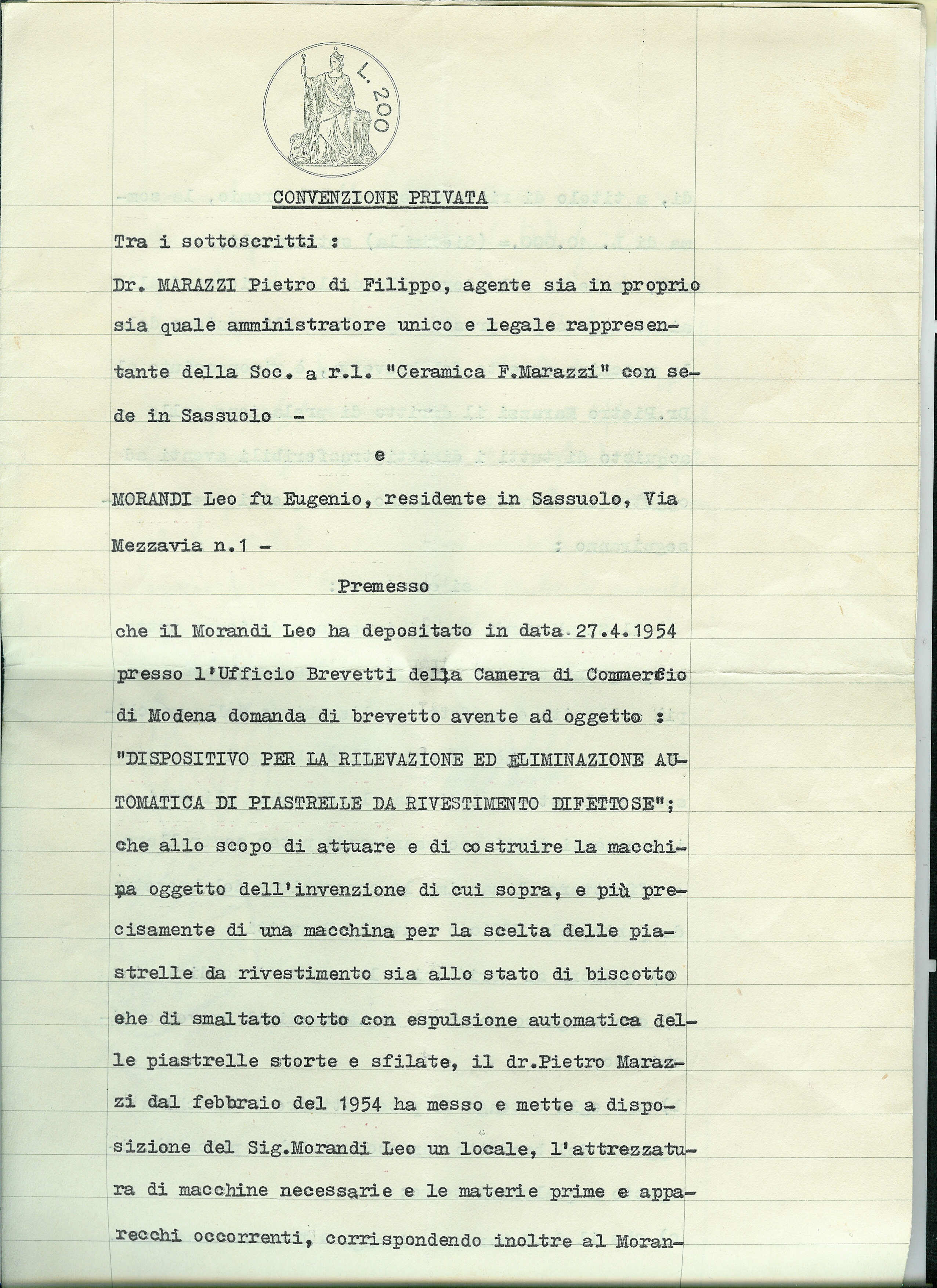
Letter of intent Morandi-Marazzi pag.1
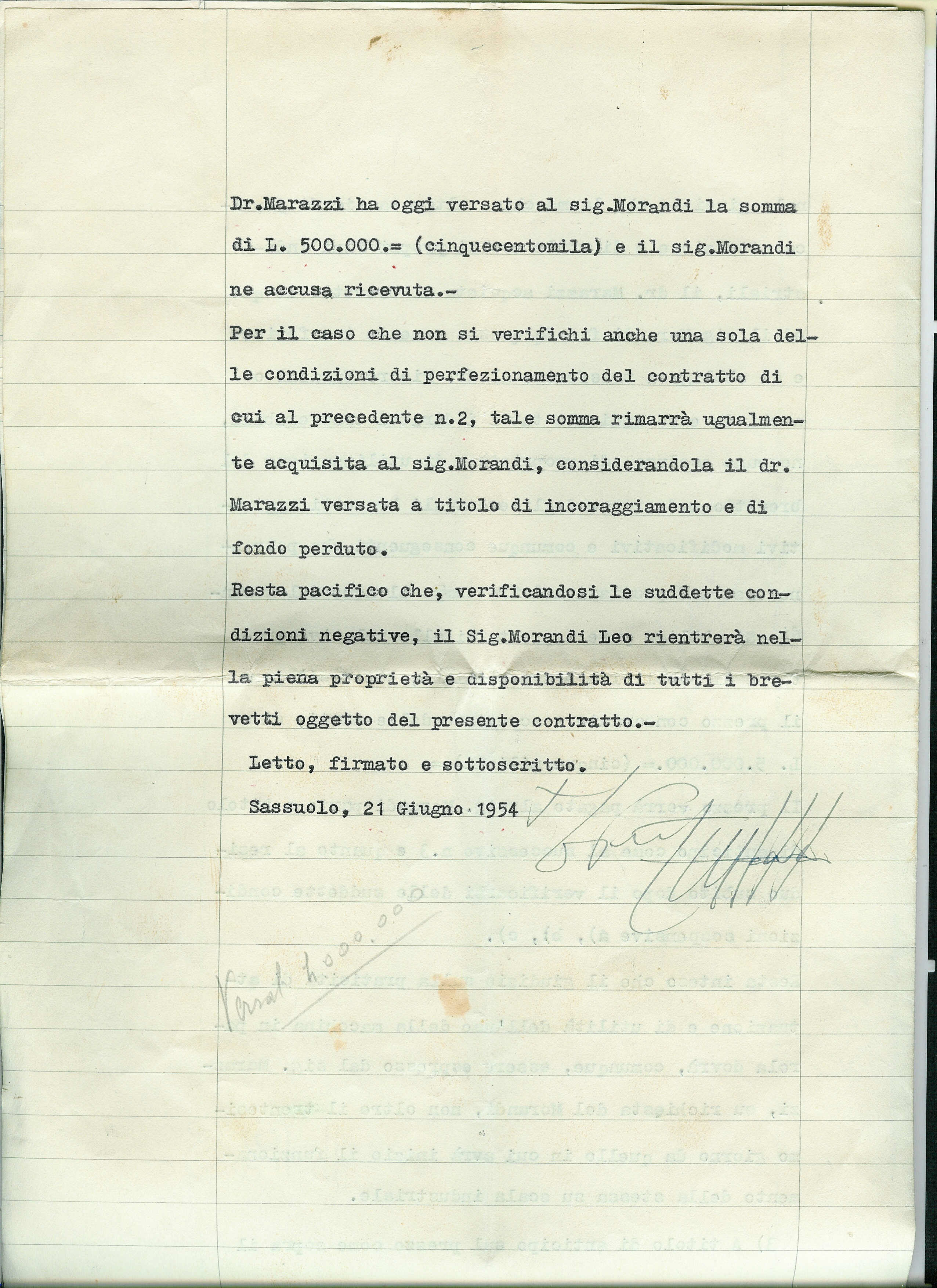
Letter of intent Morandi-Marazzi pag.4

Il 28 marzo 1962 Morandi brevettò alcuni sistemi per migliorare le presse idrauliche (Sistema idraulico per la pressatura di materiale mediante una pressa azionata da più cilindri tecnicamente predisposti la maggior parte dei quali si autoalimenta, brevetto n.685219 e Sistema idraulico per la pressatura di materiale mediante una pressa azionata da più cilindri tecnicamente predisposti la maggior parte dei quali si autoalimenta, n.685219).
All'epoca erano preferite le presse a frizione, più veloci, potenti e precise di quelle idrauliche: l'applicazione di Morandi permetteva un aumento della velocità di queste ultime, rendendole più competitive.
Durante la fase finale dello sviluppo di questa tecnologia una ditta concorrente presentò un prodotto simile. Morandi, pur affermando di aver dimostrato che i concorrenti avevano plagiato l'invenzione grazie alla collaborazione con l'artigiano che aveva realizzato l'impianto idraulico, effettuò una prima diffida ma non intraprese una battaglia legale.
Al 13 marzo 1968 risale il brevetto per la Macchina automatica per applicare decorazioni serigrafiche alle piastrelle ceramiche, e al 3 luglio 1978 quello della Cabina di smaltatura a dischi nebulizzatori.

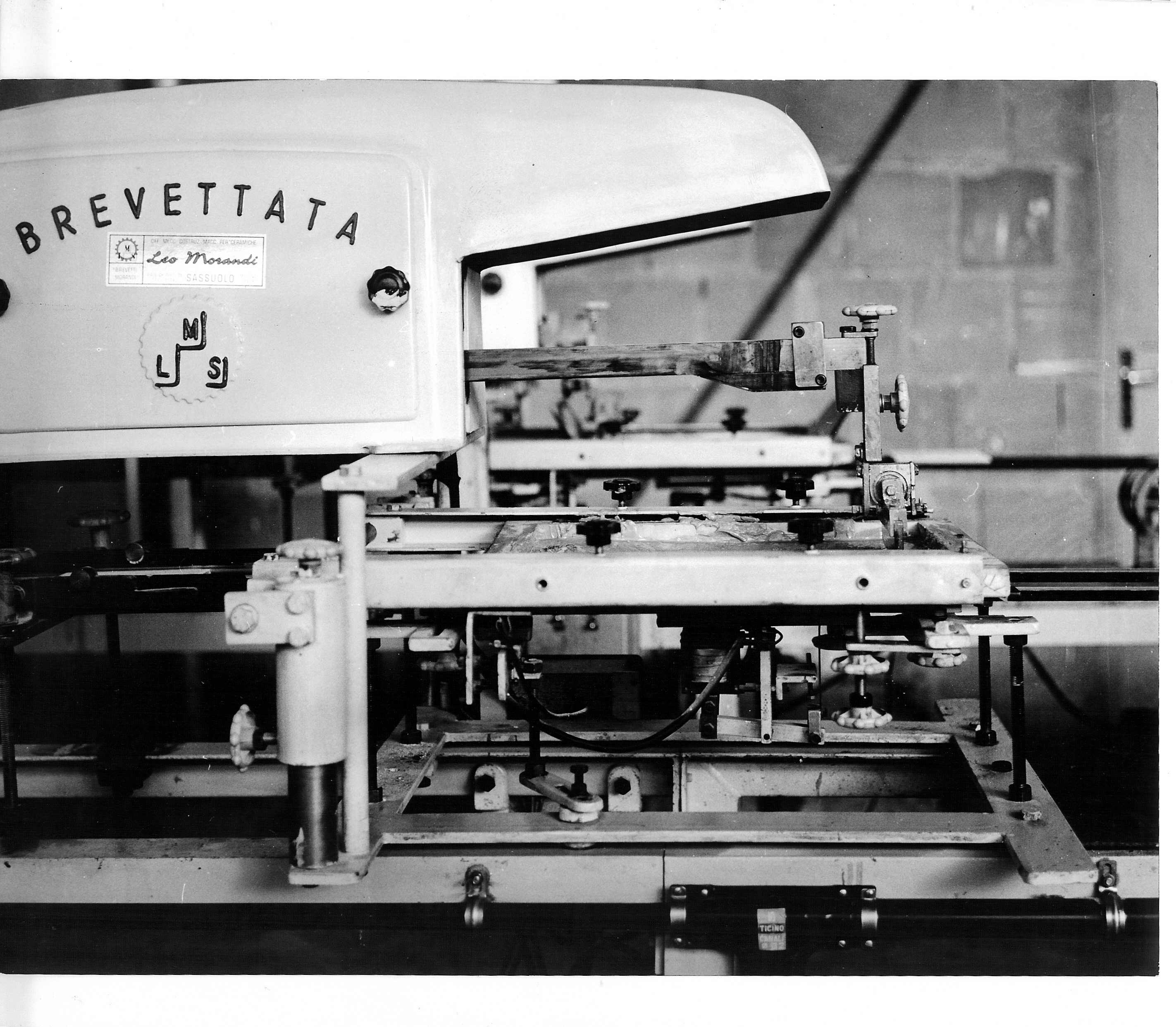
Morandi's first silk screen machine
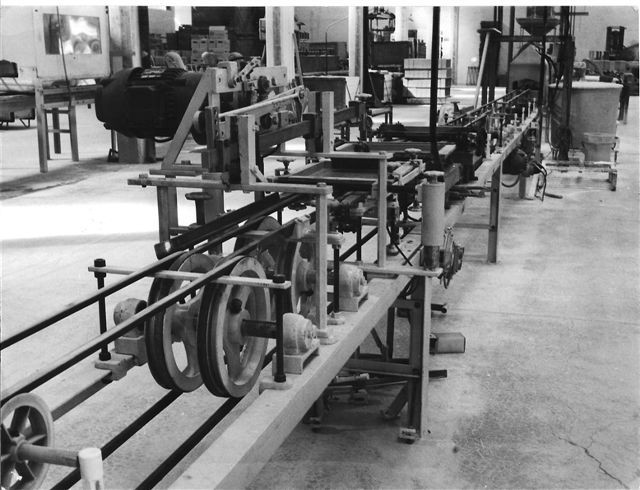
Morandi's first silk screen machine
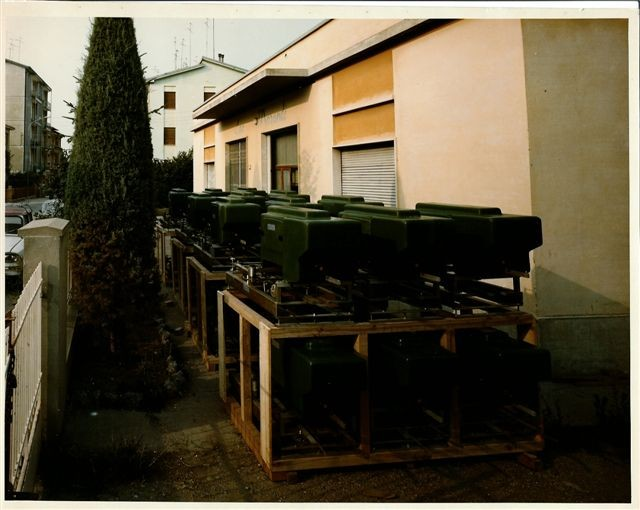
Morandi's silk screen machines ready for Spain
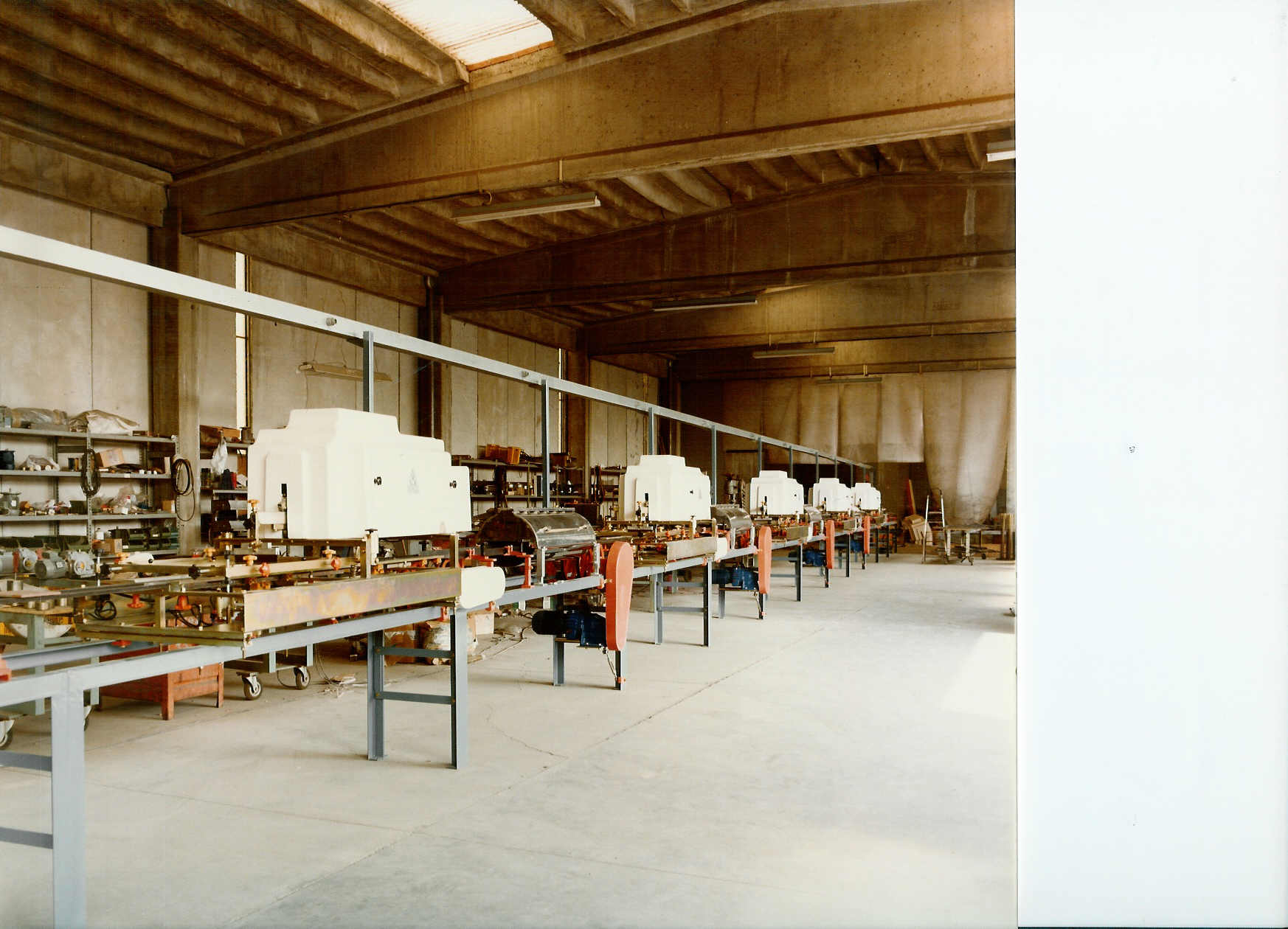
Morandi's third serie silk screen device

Nel 1973 seguirono i brevetti n.1001087 (Dispositivo per distribuire le piastrelle ceramiche facenti parte di una fila) e 1001086	(Dispositivo per svuotare i supporti di cottura delle piastrelle ceramiche), entrambi assegnati il 6 dicembre e nel 1978 i brevetti n.1104063 (Dispositivo perfezionato a dischi rotanti per nebulizzare e distribuire uniformemente sostanze su superfici in particolare smalti da applicare in modo uniforme su piastrelle ceramiche, 12 aprile) e n.28979B (Cabina di smaltatura a dischi rotanti per nebulizzare e distribuire uniformemente lo smalto da applicare sulle piastrelle ceramiche, 3 luglio).

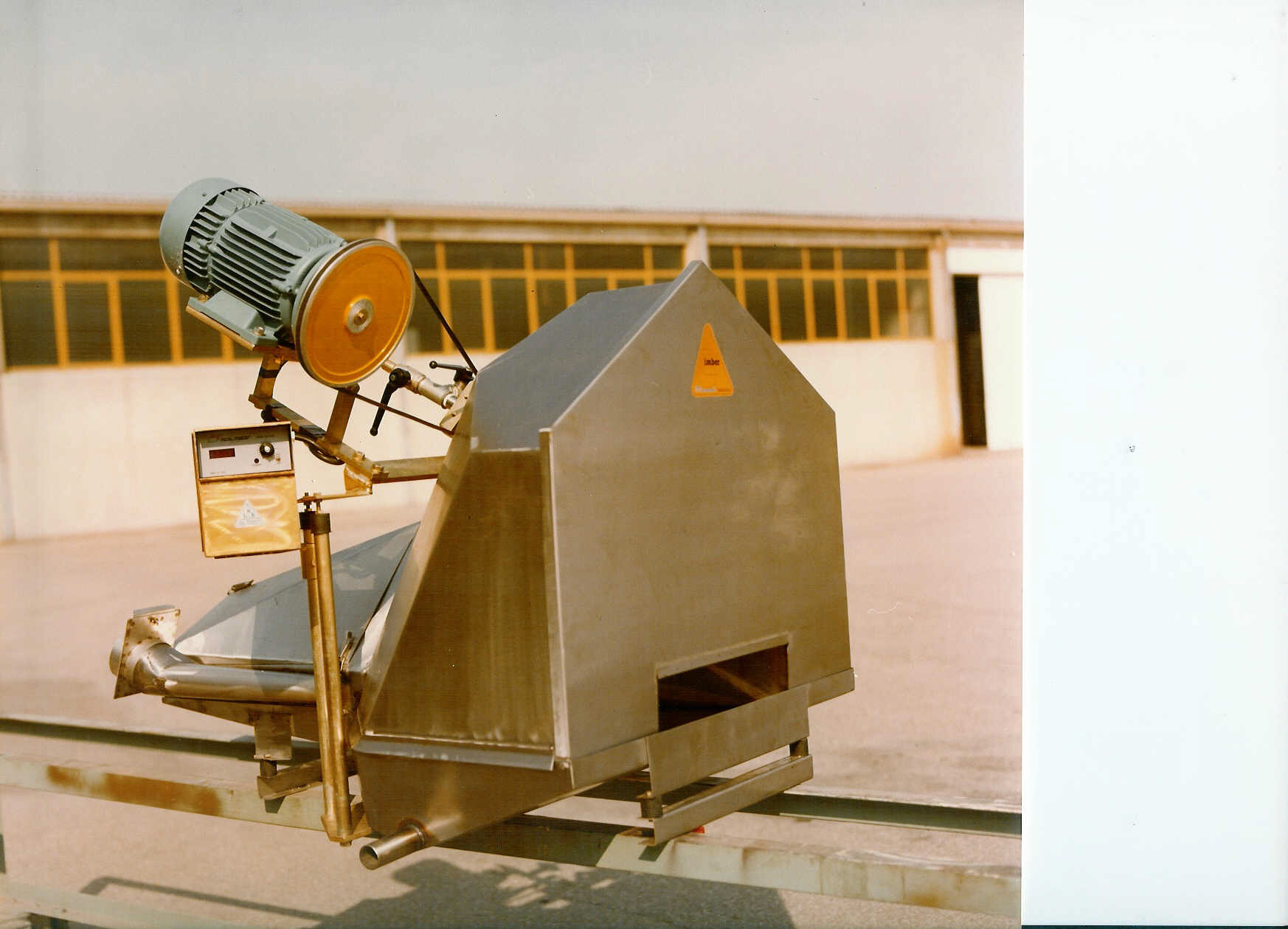
Morandi's disc cabin glazing unit
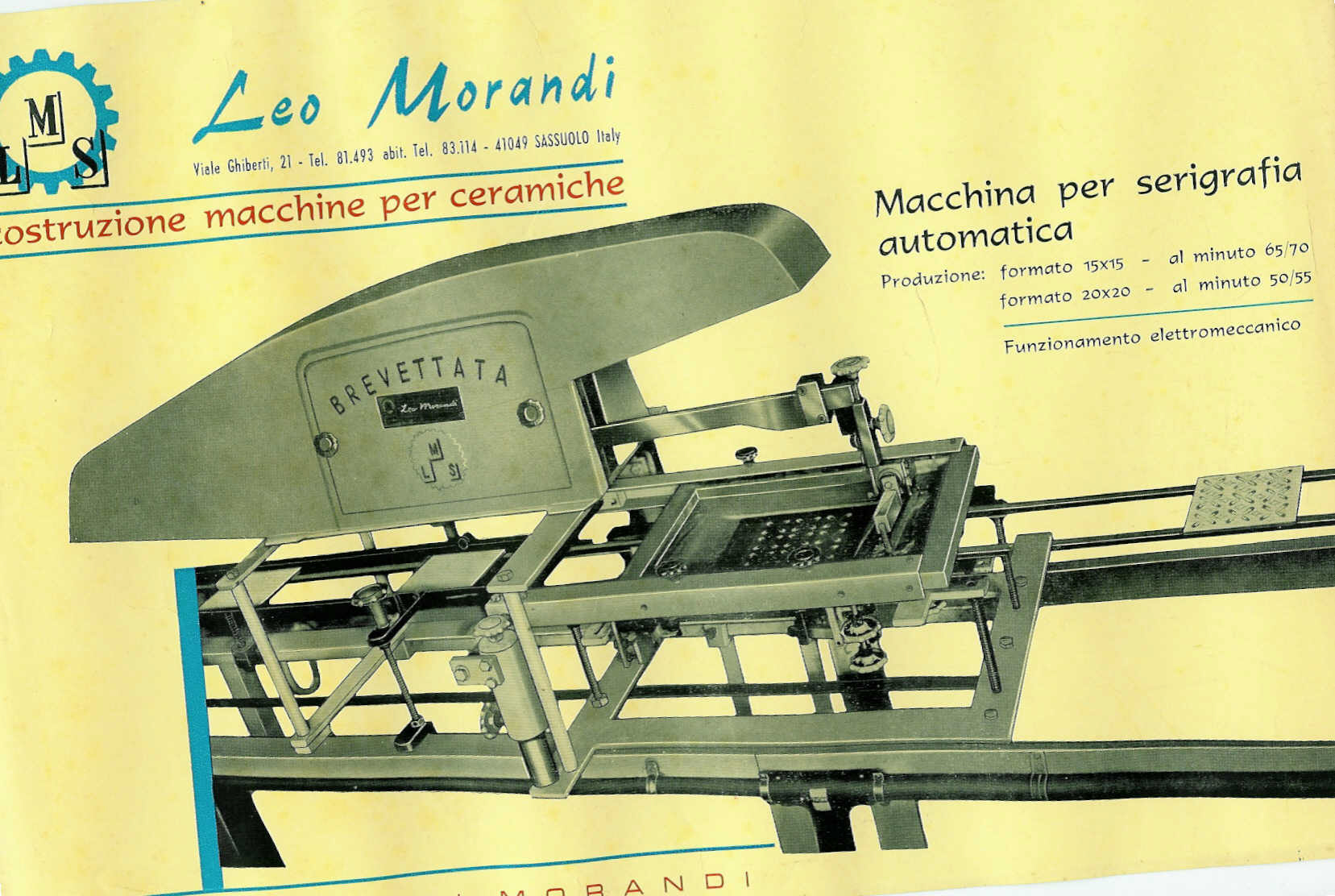
Catalogue Morandi's silk screen machine S1
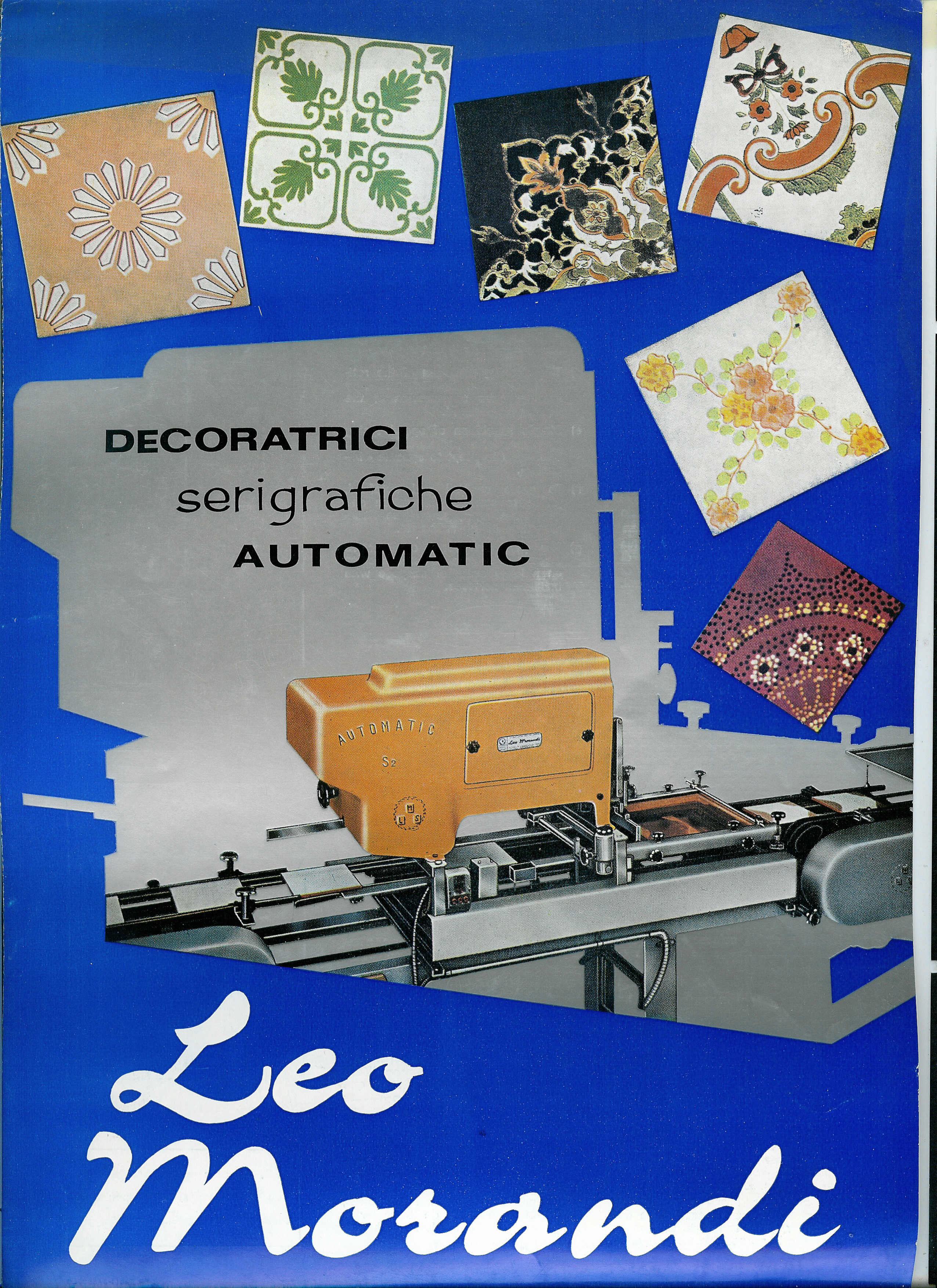
Catalogue Morandi's silk screen machine S2-S3
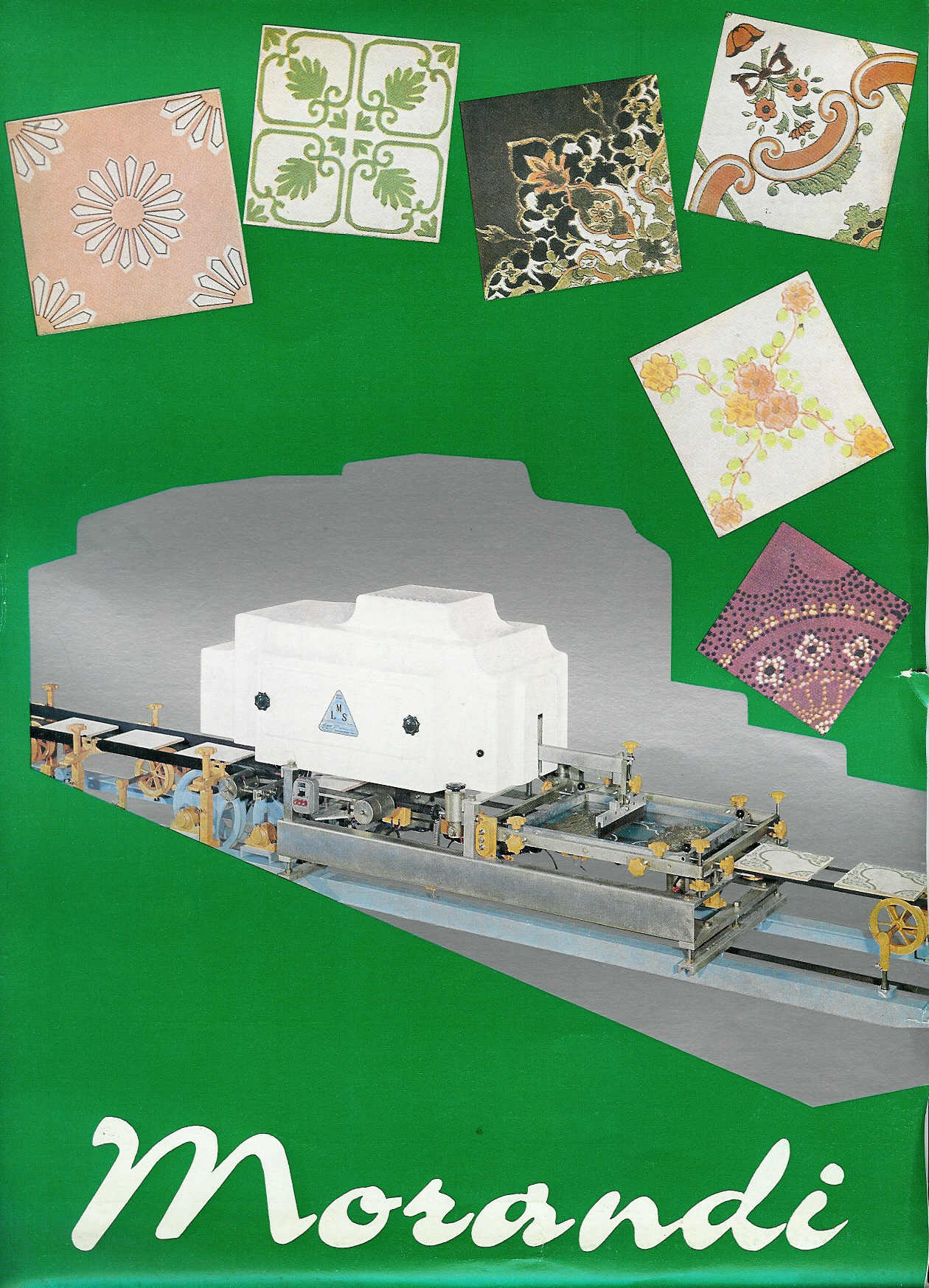
Catalogue Morandi's silk screen machine S4-S5

Ulteriori prodotti sviluppati da Morandi non furono seguiti da brevetto, in quanto l'inventore era giunto a ritenere inefficace il sistema di tutela dato da questi.
L'impresa di Morandi subì un ridimensionamento negli anni ottanta, dovuto alla crisi del settore ceramico, per poi ritirarsi a vita privata, pur continuando a mantenere un piccolo laboratorio meccanico nella sua abitazione.